# Minnesota Muskies 1967-1968
La stagione 1967-68 dei Minnesota Muskies fu la 1ª nella ABA per la franchigia.
I Minnesota Muskies arrivarono secondi nella Eastern Division con un record di 50-28. Nei play-off vinsero la semifinale di division con i Kentucky Colonels (3-2), perdendo poi la finale di division con i Pittsburgh Pipers (4-1).

## Roster
| N° | Naz.                   | Ruolo | Sportivo       | Anno | Alt. | Peso |
| -- | ---------------------- | ----- | -------------- | ---- | ---- | ---- |
| 20 | Stati Uniti (bandiera) | G     | Donnie Freeman | 1944 | 191  | 84   |
| 22 | Stati Uniti (bandiera) | G     | Ron Perry      | 1943 | 191  | 86   |
| 23 | Stati Uniti (bandiera) | G     | Dick Clark     | 1944 | 193  | 86   |
| 24 | Stati Uniti (bandiera) | G     | Ervin Inniger  | 1945 | 193  | 86   |
| 32 | Stati Uniti (bandiera) | A     | Errol Palmer   | 1945 | 196  | 88   |
| 33 | Stati Uniti (bandiera) | GA    | Terry Kunze    | 1943 | 193  | 95   |
| 34 | Stati Uniti (bandiera) | C     | Mel Daniels    | 1944 | 206  | 100  |
| 35 | Stati Uniti (bandiera) | AC    | Les Hunter     | 1942 | 201  | 95   |
| 50 | Stati Uniti (bandiera) | C     | Skip Thoren    | 1943 | 208  | 104  |
| 51 | Stati Uniti (bandiera) | AC    | Gary Keller    | 1944 | 206  | 100  |
| 52 | Stati Uniti (bandiera) | G     | Sam Smith      | 1944 | 201  | 104  |

## Staff tecnico
- Allenatore: Jim Pollard